# Парламентские выборы на Барбадосе (2018)
Парламентские выборы 2018 года на Барбадосе прошли 24 мая. В результате убедительную победу одержала Барбадосская лейбористская партия, получившая все 30 мест Палаты собрания парламента. Впервые премьер-министром стала женщина Миа Моттли.

## Избирательная система
Тридцать депутатов нижней палаты парламента Барбадоса избираются на 5 лет по системе относительного большинства в одномандатных округах.

## Результаты
| Партия                               | Голоса  | %     | +/-    | Места | +/-   |
| ------------------------------------ | ------- | ----- | ------ | ----- | ----- |
| Барбадосская лейбористская партия    | 111 968 | 74,58 | +26,35 | 30    | +16   |
| Демократическая лейбористская партия | 33 985  | 22,64 | -28,67 | 0     | -16   |
| Решения для Барбадоса                | 4188    | 2,79  | -      | 0     | новая |
| Объединённая прогрессивная партия    | 1965    | 1,31  | -      | 0     | новая |
| Коалиция объединённых партий         | 580     | 0,39  | +0,28  | 0     | 0     |
| Независимые                          | 1059    | 0,71  | +0,35  | 0     | 0     |
| Всего                                | 150 141 | 100   | -      | 30    | 0     |
| Зарегистрированных избирателей/ Явка | 255 833 | 60,00 | -2,02  | -     | -     |
| Источник: Caribbean Elections        |         |       |        |       |       |